# Koszmar minionego lata
Koszmar minionego lata (tytuł oryg. I Know What You Did Last Summer) – wyreżyserowany do scenariusza Kevina Williamsona amerykański film fabularny (thriller), oparty na powieści Lois Duncan, powstały na fali popularności Krzyku Wesa Cravena. Światowa premiera miała miejsce 9 października 1997, a polska – 6 lutego 1998 roku. Film doczekał się kontynuacji − Koszmaru następnego lata.

## Opis fabuły
Po odniesieniu wygranej podczas konkursu na najpiękniejszą lokalną nastolatkę nastoletnia Helen Shivers wybiera się w towarzystwie swojego chłopaka Barry'ego Coxa i dwojga przyjaciół – Julie James i Raya Bronsona – na imprezę organizowaną z okazji czwartego lipca. Zabawa przenosi się na pobliską plażę, gdzie przyjaciele opowiadają sobie historię o mężczyźnie z wielkim hakiem zamiast dłoni, który płata młodych kochanków ciemnymi nocami, następnie piją alkohol. Wracając do domu, nietrzeźwy Barry, wychylając się z samochodu, upuszcza butelkę whisky, która uderza w głowę Raya, co w rezultacie powoduje wypadek. Zanim jeszcze nikt z czworga nastolatków nie wie, co się stało, wszyscy wyskakują ze stojącego na środku opustoszałej drogi samochodu. Pierwsze wrażenie, że potrącone zostało zwierzę, mija, gdy Julie znajduje najpierw but rybaka, a następnie jego samego, leżącego zakrwawionego przy zboczu. Dlatego, że przyjaciele spożywali hurtowe ilości alkoholu, jeśli pójdą na policję, przepadną ich marzenia policealne: Barry nie pójdzie do szkoły sportowej, Julie nie będzie studiowała prawa, a Helen czy Ray nie pojadą do Nowego Jorku. Pomimo iż mężczyzna przejawia oznaki życia, Barry decyduje o zatopieniu ciała w oceanie i wykorzystuje resztę grupy, by mu w tym pomogła. Po wykonaniu planu każe każdemu przysiąc, że o wydarzeniach tego wieczora nigdy nikomu nie powiedzą.
Rok później, a jednocześnie po pierwszym roku studiów, Julie wraca w rodzinne strony. Poczucie winy po wydarzeniach sprzed roku odbiło się na kiepskich ocenach dziewczyny. Ofiara wypadku spowodowanego przez bohaterów filmu została odnaleziona i zidentyfikowana jako David Egan. Spędzając czas z matką, dostrzega świeżo przybyły list, którego treść okazuje się być wstrząsająca: „Wiem, co zrobiłaś minionego lata”. Helen, której plany związane z Nowym Jorkiem nie wypaliły, pracuje obecnie w sklepie swojej starszej siostry Elsy. Helen i Julie informują o nadesłanym liście Barry'ego, który okazuje się być jedynym z całej czwórki nieposiadającym poczucia winy za śmierć niewinnego mężczyzny. Sprawy przybierają bardziej przerażający obrót, gdy Max, jedyny, który widział przyjaciół tamtego wieczoru, zostaje zamordowany, a Barry niemalże ginie przy okazji konfrontacji z mężczyzną, który najpierw ściga go samochodem, a następnie brutalnie okalecza. Helen i Julie znajdują informacje, według których David Egan dwa lata temu przypadkowo zabił swoją dziewczynę. Dziewczyny wybierają się wkrótce do siostry Egana, Melissy, by dowiedzieć się więcej o jej bracie. Kobieta wspomina o przyjacielu swojego brata, z którym ten był bardzo zżyty. Julie i Helen podejrzewają, że teraz ten człowiek chce pomścić śmierć przyjaciela. Wieczorem Julie odwozi Helen do domu, nie spodziewając się nawet, że czeka tam na nią ten sam psychopata, który zabił Maksa, i który obcina śpiącej Helen włosy oraz ostrzega przyjaciół wielkim napisem na jej lustrze: „Wkrótce”. Gdy Helen znajduje swoje włosy na poduszce, przerażona wzywa przyjaciół. Julie w drodze do Helen słyszy dziwne odgłosy dobiegające z bagażnika. Po zatrzymaniu się przed domem Shiversów wysiada z auta i otwiera bagażnik. Wewnątrz znajdują się zwłoki Maksa. Gdy jednak wraca do samochodu z Barrym i Helen, martwego już nie ma w samochodzie.
Następnego dnia Helen jako lokalna miss w skróconych włosach, uczestniczy w paradzie organizowanej z okazji nadchodzącego święta 4 lipca, jednak boi się, że zostanie zaatakowana przez mordercę, więc każe Barry'emu być przy niej podczas imprezy. Niestety właśnie on zostaje zabity przez mordercę. Po imprezie Helen zostaje zabrana do domu przez jednego z policjantów, jednak gdy ten skręca w boczną uliczkę, by skrócić drogę, zostaje zatrzymany przez rzekomą ofiarę drogową, a w rzeczywistości zabójcę, który dźga go hakiem i rusza w kierunku Helen. Podczas ucieczki przed szaleńcem dziewczyna trafia do sklepu swojej siostry. Każe Elsie zamknąć frontowe i tylne drzwi, podczas gdy sama usiłuje zadzwonić na policję. Niestety morderca uprzedza Elsę, zabija ją i odcina przewody, uniemożliwiając Helen wezwanie policji. Wkrótce psychopata dopada również ją i zabija ją przy użycia haka.
Tymczasem Julie niefortunnie trafia na łódź należącą do Bena Willisa, który w rzeczywistości okazuje się być mordercą – to on zabił Davida Egana i upozorował wszystko tak, by Egan wyglądał na winnego. Teraz morduje przyjaciół i znajomych z otoczenia Julie. Ray chce pomóc Julie, wkrada się więc na łódź i walczy z Willisem, w międzyczasie Julie, szukając drogi ucieczki, znajduje na pokładzie zwłoki Helen i Barry'ego. Walka kończy się pozytywnie dla Raya, Willis traci dłoń, a co za tym idzie – hak i tonie w morzu, wypadając za burtę swojej łodzi. Julie będąc już w innym mieście po prysznicu w damskiej szatni znajduje napis „Nadal wiem” na zaparowanej szybie. Po czym morderca wyskakuje z prysznica i prawdopodobnie zabija Julie.

## Obsada
- Jennifer Love Hewitt – Julie James
- Sarah Michelle Gellar – Helen Shivers
- Ryan Phillippe – Barry William Cox
- Freddie Prinze Jr. – Ray Bronson
- Muse Watson – Benjamin Willis/Rybak
- Bridgette Wilson – Elsa Shivers
- Anne Heche – Melissa „Missy” Egan
- Johnny Galecki – Max Neurick

## Box office
| Świat | 125.586.134 USD |